# Friedrich von Amerling
Friedrich von Amerling (Viena, Imperio austríaco, 1803 -1887) fue un pintor austríaco en la corte del rey Francisco José I y está considerado junto a Ferdinand Georg Waldmüller  como uno de los más destacados especialistas en retrato del siglo XIX.

## Biografía
Nació el 14 de abril de 1803 en Viena, hijo del joyero y orfebre Franz Amerling y de Theresia Kargl. Desde 1815 a 1824 estudió  en la Academia de las Artes en Viena, antes de viajar a Praga, en cuya academia estudió hasta 1826. Durante 1827 y 1828 residió en Londres, donde recibió influencias del pintor de retratos Sir Thomas Lawrence. En otros viajes estuvo en París, donde estudió con Horace Vernet y en Roma. Tras su regreso a Viena, desde 1828 estuvo trabajando para la corte austríaca, la aristocracia y clase media. En 1829 recibió el premio Reichel de la Academia en Viena.

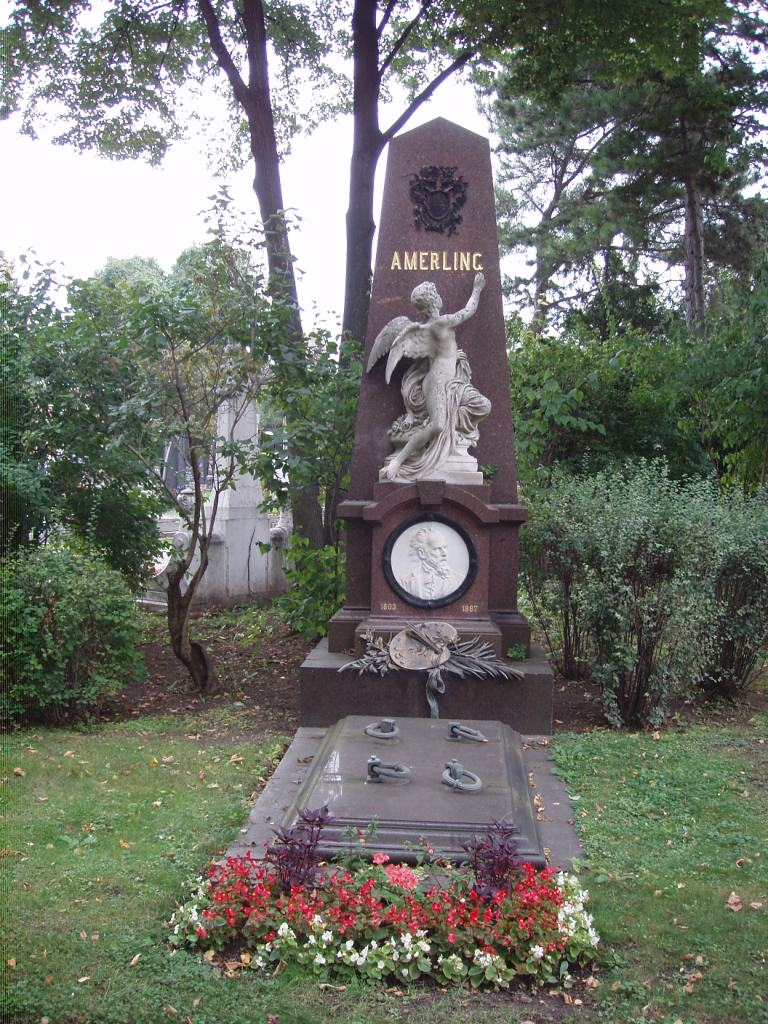
Monumento funerario hecho por Johannes Benk.

Empleó mucho tiempo viajando; así, en 1836 y 1838 estuvo en Italia, en 1838 en los Países Bajos, en 1839 en Múnich, entre 1840-43 en Roma, en 1882 en España, en 1883 en Inglaterra, en 1884 en Grecia, en 1885 en Escandinavia hasta el Cabo Norte y en 1886 en Egipto y Palestina. Se casó cuatro veces: con Antonie Kaltenthaler desde 1832 hasta la muerte de esta en 1843; entre 1844-45 con Katharina Heissler (que terminó en divorcio); desde 1857 hasta 1880 con Emilie Heinrich, quien también falleció; y por último con Maria Nemetschke, desde 1881 hasta su muerte.
En 1878 se le concedió el título de caballero, con lo que su nombre se convirtió en Friedrich Ritter von Amerling. En 1858 adquirió el castillo Gumpendorf en Viena y lo amuebló y decoró con valiosos tesoros artísticos. El edificio fue conocido como Amerlingschlössl en la lengua vernácula. En 1879 recibió la medalla de la Orden de la Corona de Hierro.
Tras su muerte el 14 de enero de 1887 continuó recibiendo el reconocimiento social; así, una calle de Viena fue designada como Amerlingstraße en su honor. Fue enterrado en el cementerio central de Viena, donde existe un monumento funerario conmemorativo diseñado por Johannes Benk. En 1902 el mismo artista le dedicó un monumento en el parque de la ciudad de Viena. En 1948 se emitió un sello en su honar al cumplirse el sexagésimo aniversario de su muerte y en marzo de 2008 aparece en otro sello un retrato que hizo a la princesa María Francisca de Leichestein.

## Su trabajo
Creó más de mil obras, en su mayoría retratos. Fue el retratista más popular entre la alta aristocracia y la clase media acomodada del período Biedermeier. El punto culminante de su obra se sitúa entre los años 1830 a 1850. Su estilo tiene puntos de similitud con Ingres, al combinar la claridad de líneas con una rica coloración.
Gran parte de su trabajo se expuso en Viena en 2003. La mayor parte de su obra sigue encontrándose en Austria y buena parte puede contemplarse en los museos Leichestein y Kunsthistorisches de Viena. Algunas de sus obras se muestran a continuación.

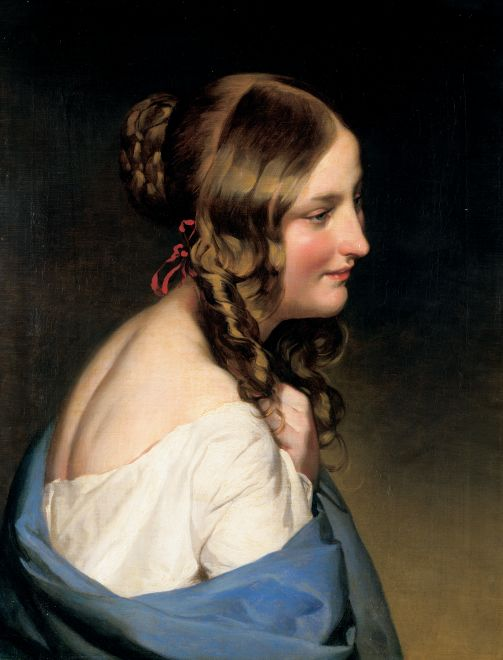
Mädchenbildnis, 1830
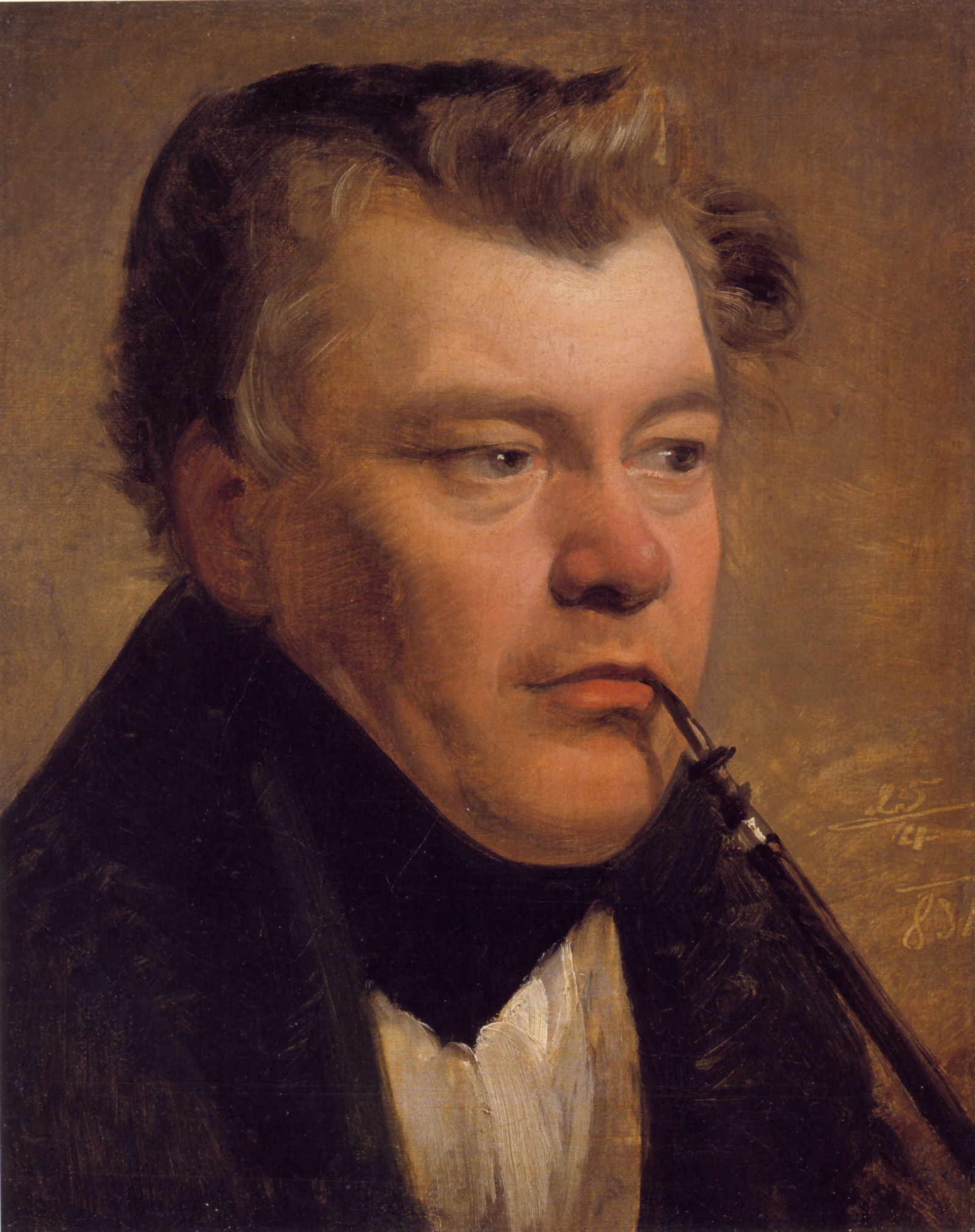
Thomas Ender, 1831
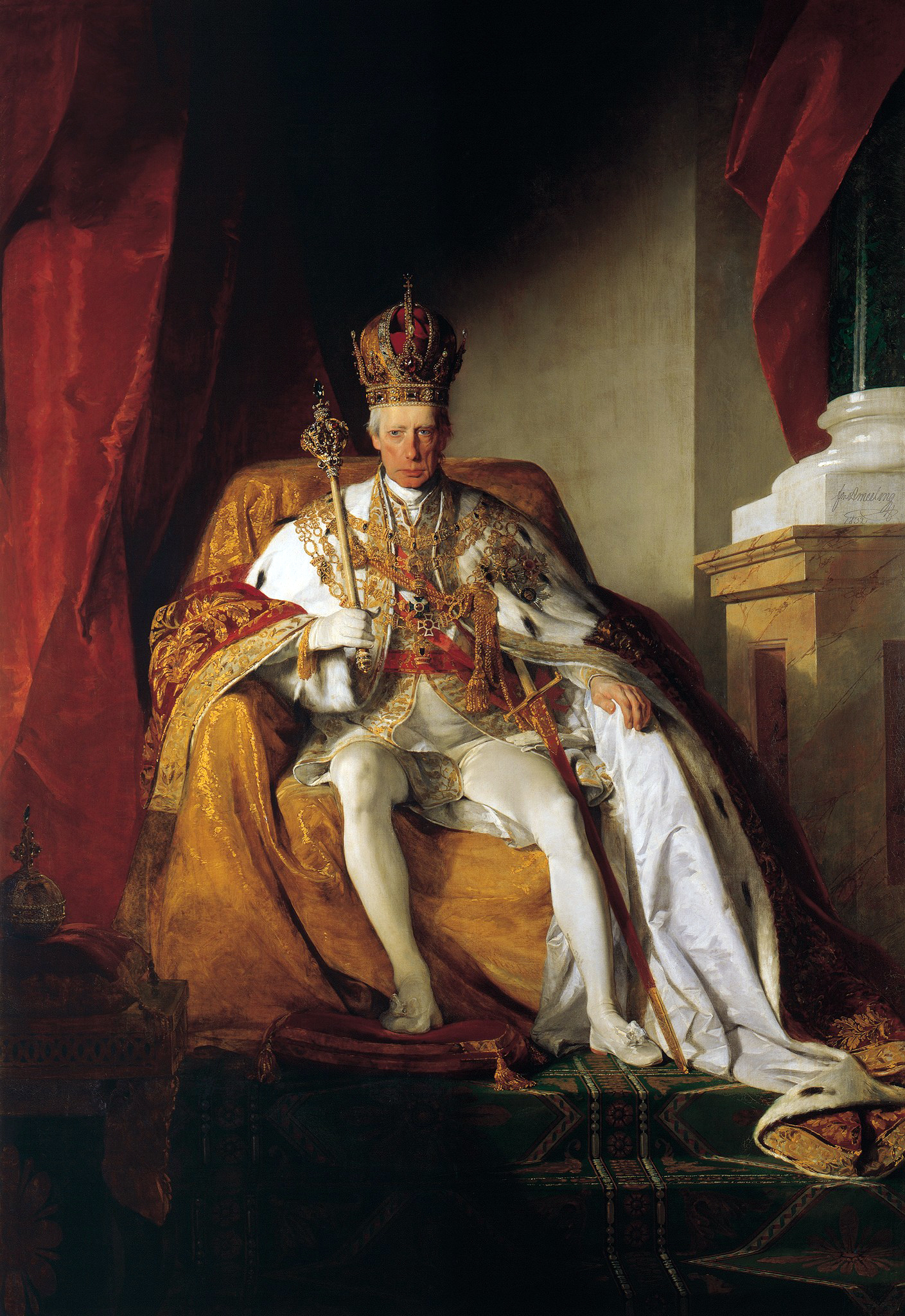
Francisco I de Austria, 1832
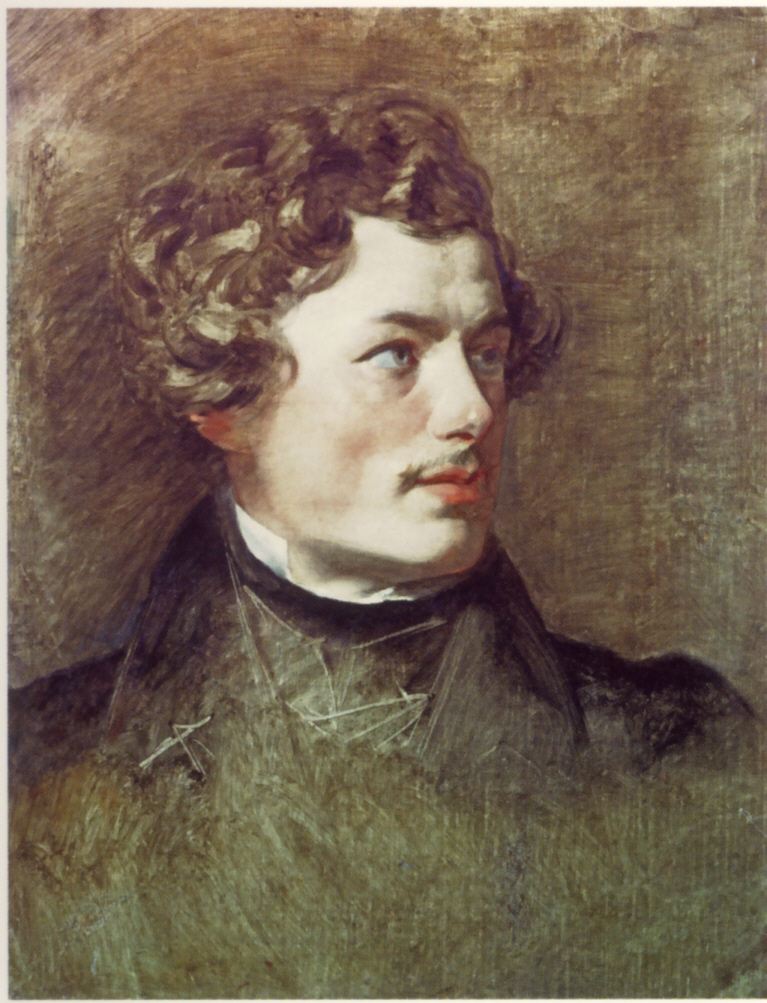
Josef Danhauser
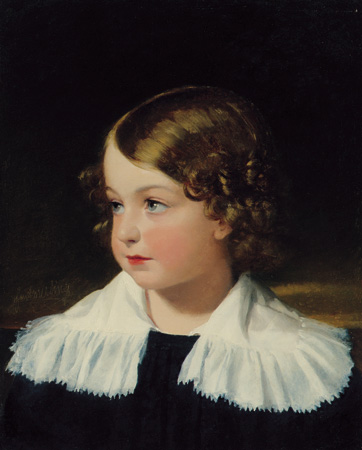
Knabenbildnis
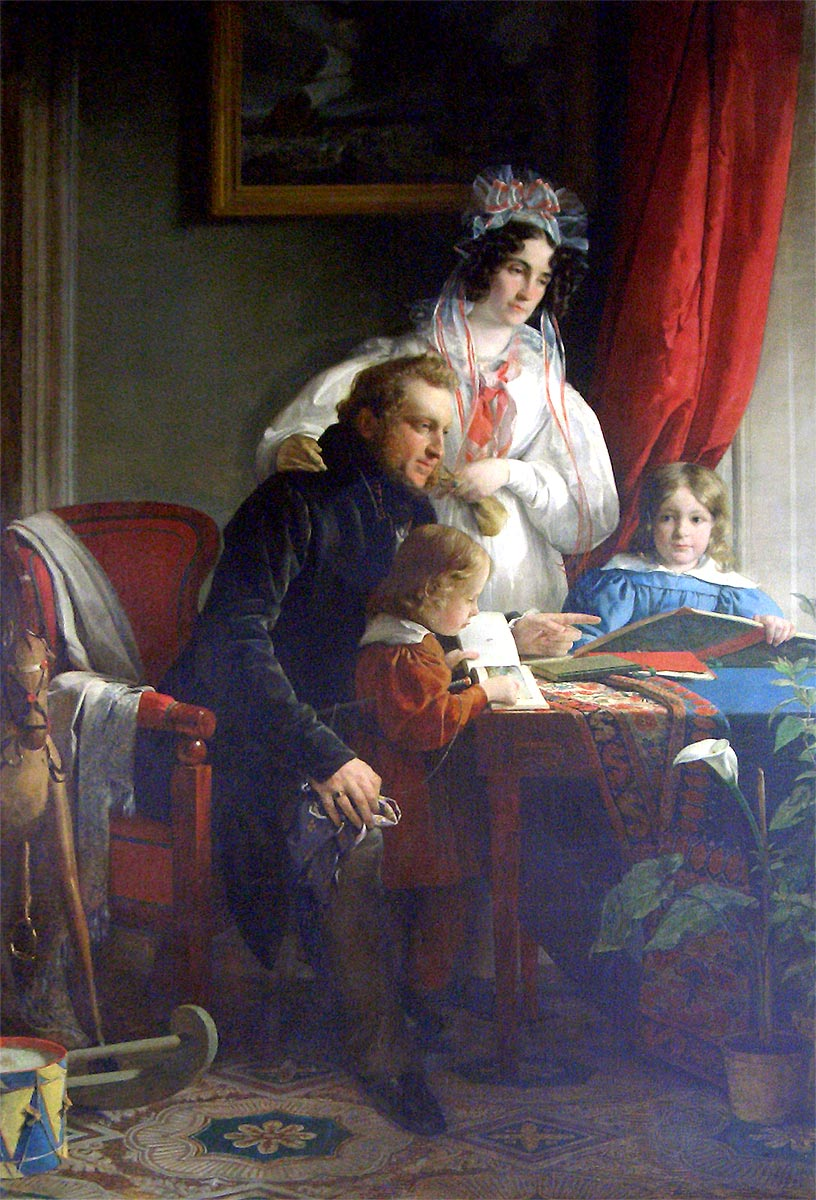
August Breuner-Enckevoirt con Maria Theresia Esterhazy y sus hijos, 1834
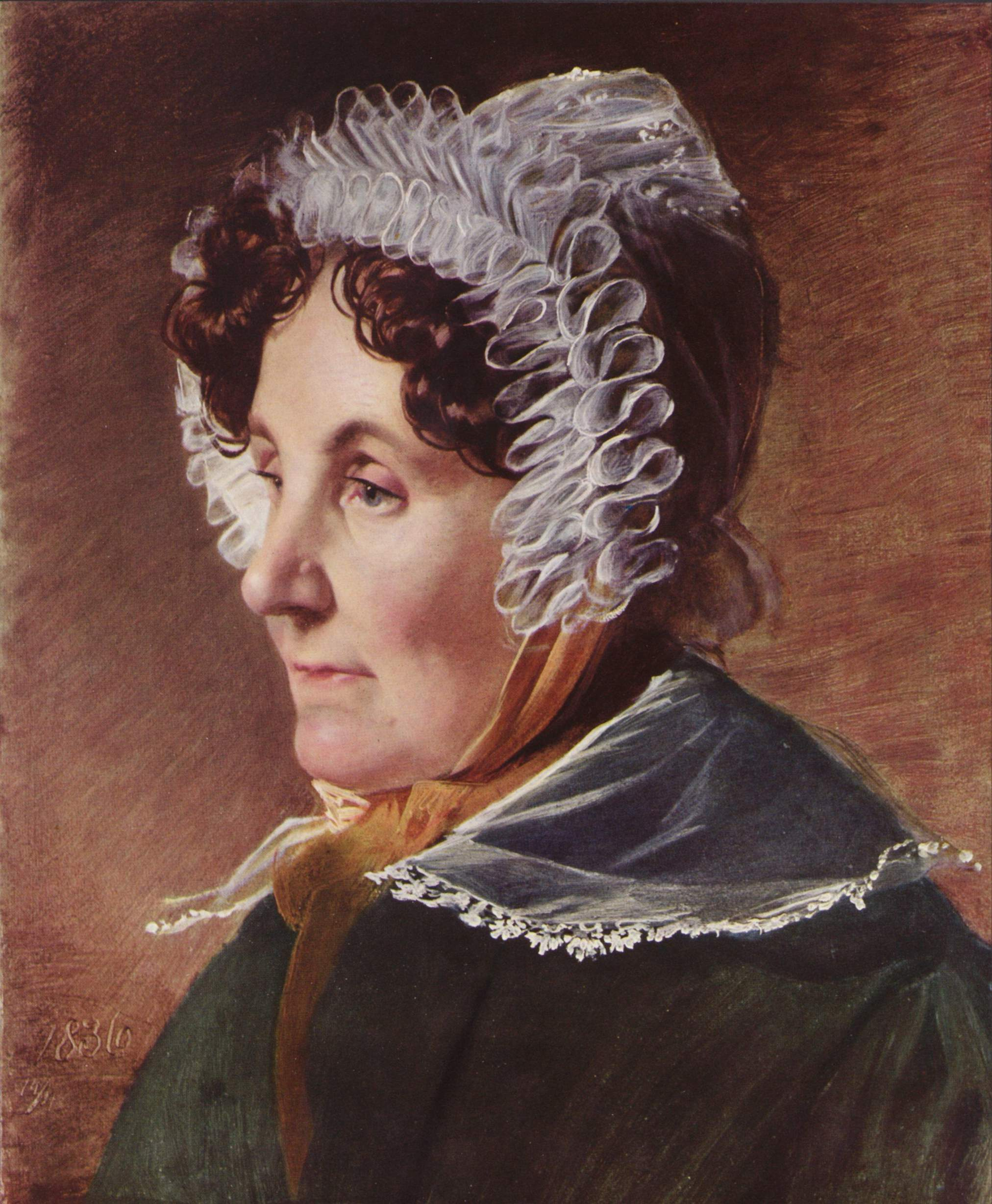
Theresia Amerling, 1836
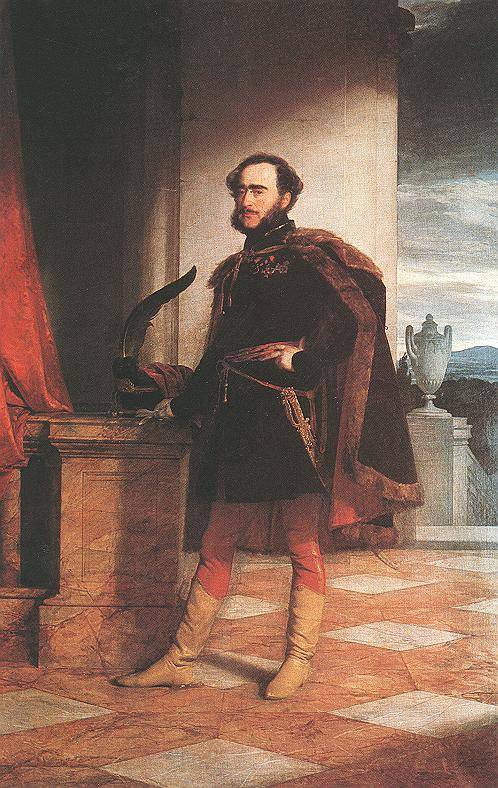
István Széchenyi, 1836
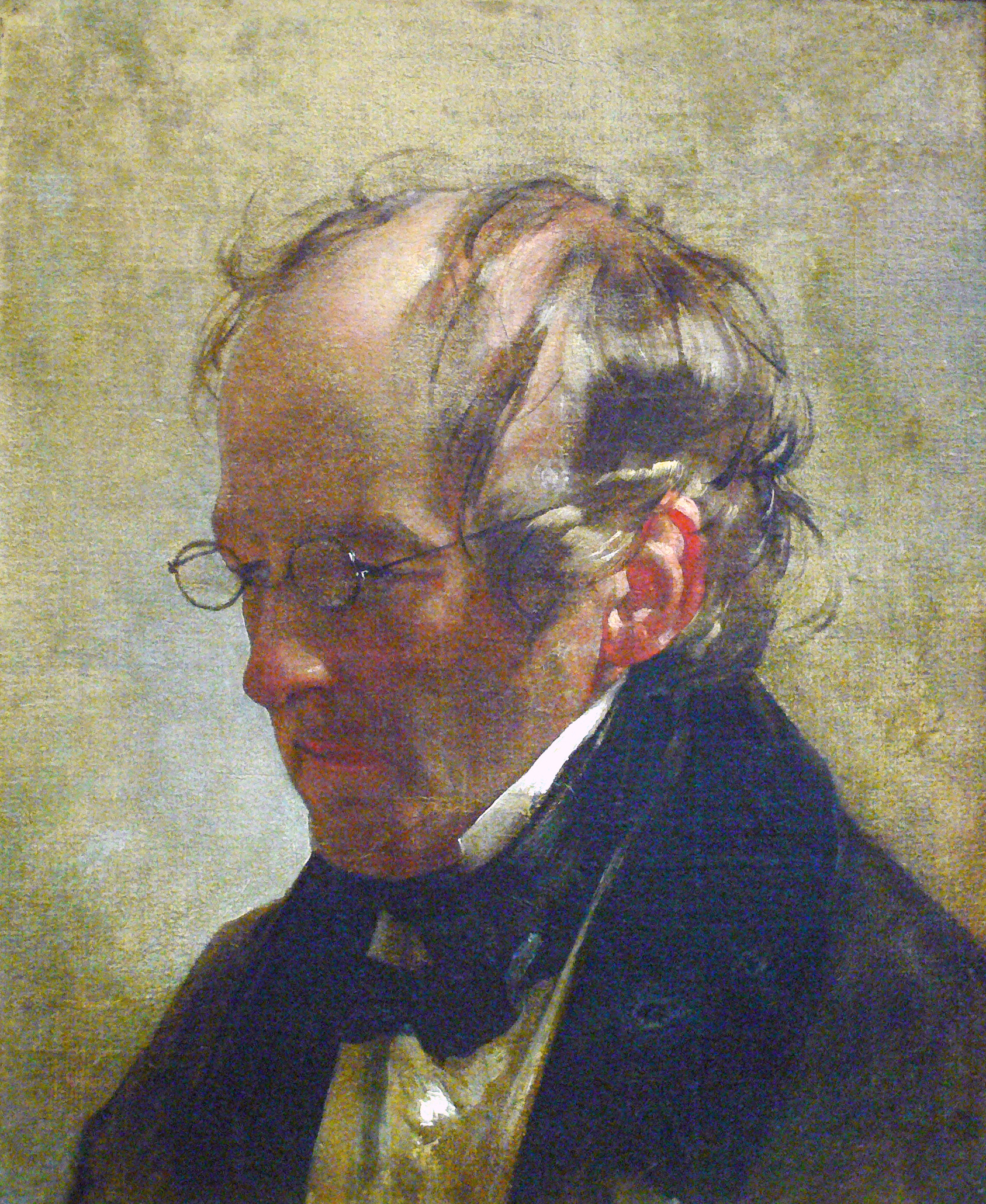
Carl Christian Vogel von Vogelstein, 1837
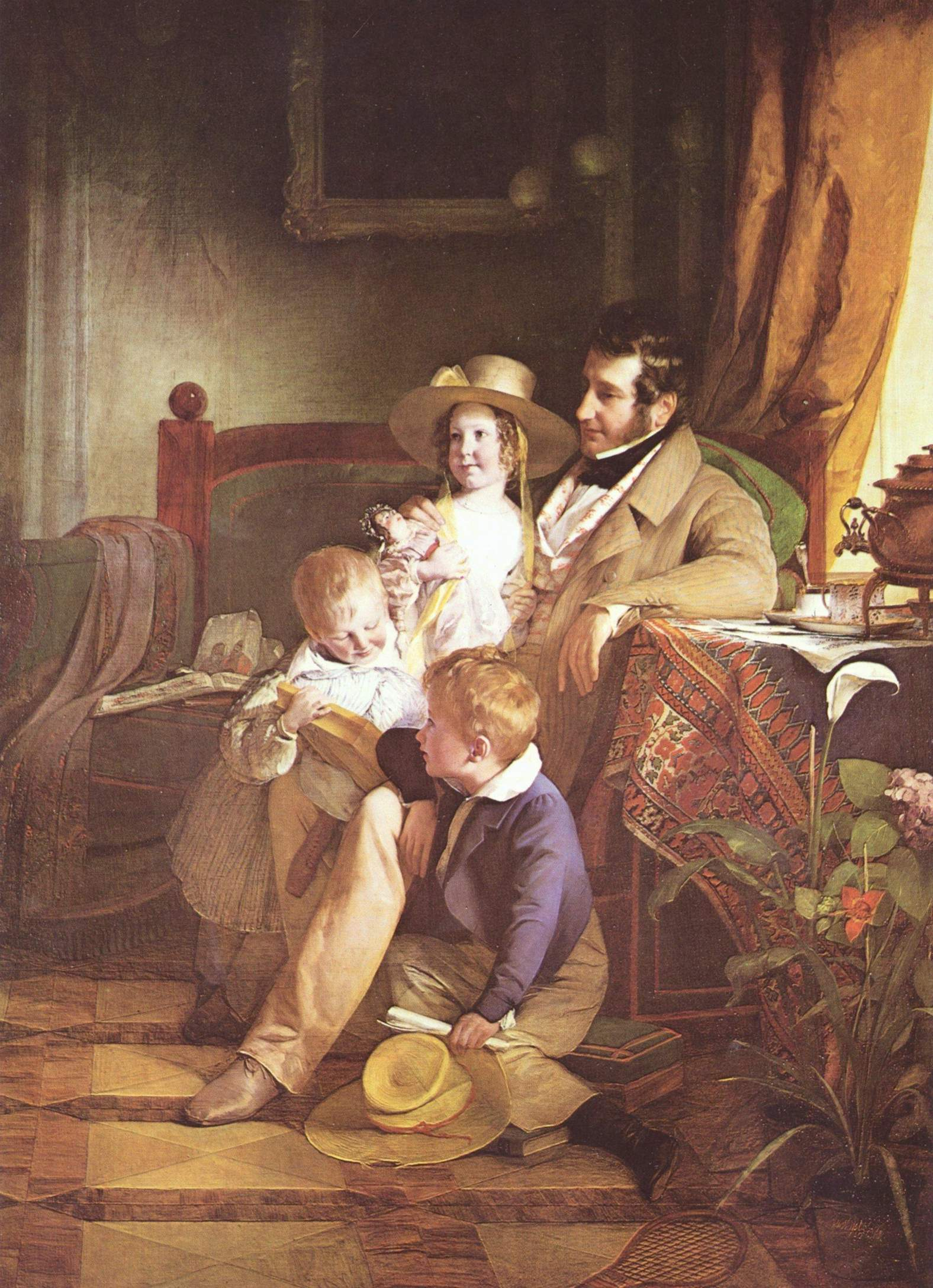
Rudolf von Arthaber y sus hijos, 1837
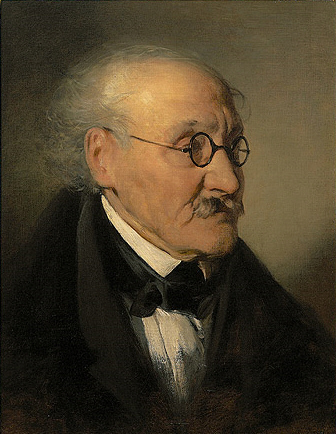
Ignaz Franz Castelli
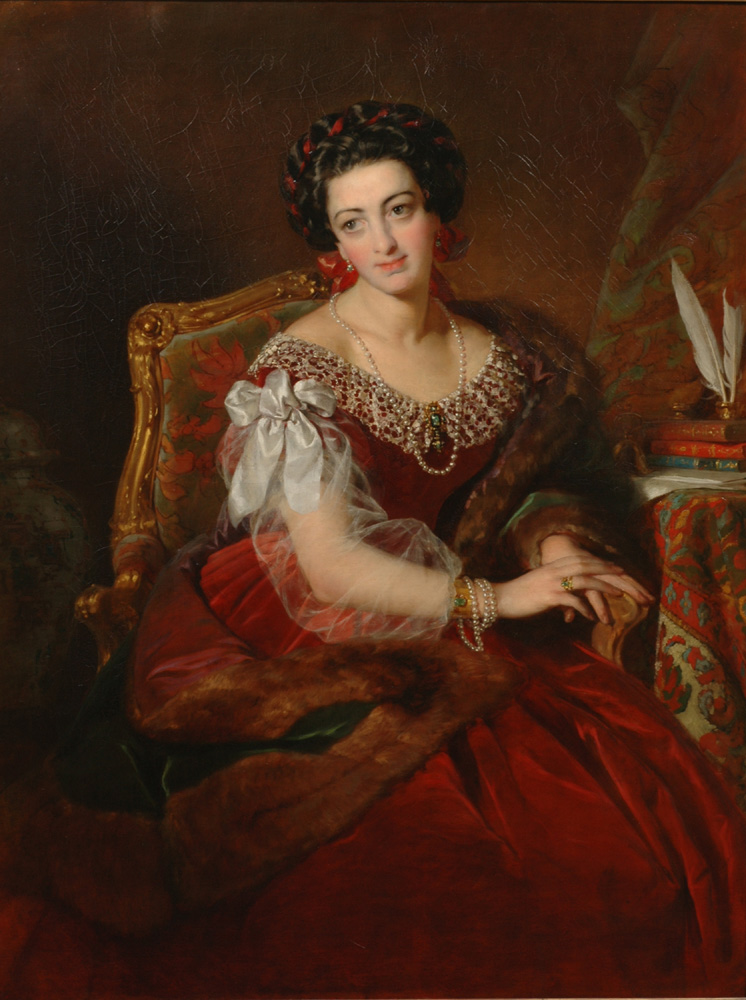
Barbara Gräfin von Castiglione, 1858